# Jack Herer

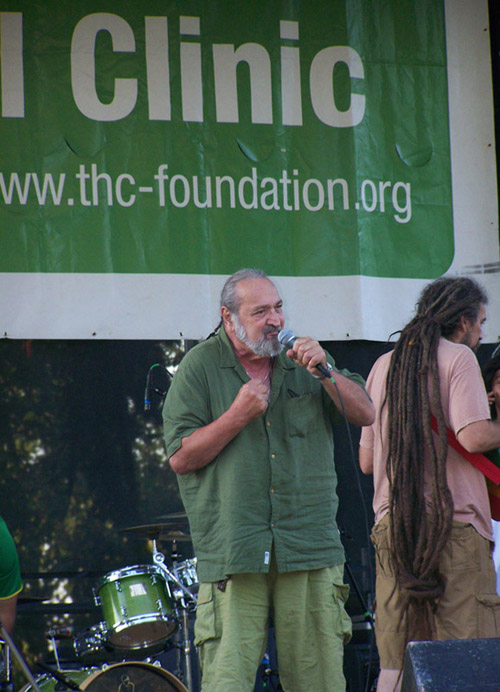
Jack Herer geeft zijn laatste speech op het Hempstalk Festival (Portland)

Jack Herer (18 juni 1939 – 15 april 2010) was een Amerikaans politicus, en activist voor de legalisatie van cannabis. Hij schreef voor dit doel twee boeken getiteld The Emperor Wears No Clothes en Grass. Er bestaat tevens een documentaire over zijn leven en ideeën getiteld The Emperor of Hemp.
Herer was een voormalig lid van de republikeinse partij van Barry Goldwater. Herer was voor legalisatie van cannabis sativa vanwege het feit dat de plant bruikbaar is als brandstof, voedsel en voor medische doeleinden. Bovendien kan de plant overal ter wereld groeien. Herer was ervan overtuigd dat de Amerikaanse overheid deze voordelen expres verzweeg.
Een specifieke soort cannabis werd naar Herer vernoemd als eerbetoon aan hem en zijn werk.
Herer deed twee keer een greep naar het presidentschap: in 1988 (1949 stemmen) en in 1992 (3875 stemmen). Hij deed mee als kandidaat namens de Grassroots Party.
In juli 2000 kreeg Herer een kleine hartaanval en een beroerte. Hierdoor kreeg hij spraakproblemen en problemen met het bewegen van de rechterkant van zijn lichaam. Herer herstelde grotendeels, volgens eigen zeggen door behandeling met amanita muscaria.
Op 12 september 2009 kreeg Herer een tweede hartaanval terwijl hij op het Hempstalk Festival in Portland was. Hij bracht bijna een maand in het ziekenhuis door, en lag enkele dagen in coma. De gevolgen van deze hartaanval maakten dat hij uiteindelijk op 15 april 2010 op 70-jarige leeftijd overleed.